# أ. يان سكوت
أ. يان سكوت (بالإنجليزية: A. Ian Scott)‏ هو كيميائي وأستاذ جامعي أمريكي، ولد في 10 أبريل 1928 في غلاسكو في المملكة المتحدة، وتوفي في 18 أبريل 2007.